# Altaussee
Altaussee är en ort och kommun i  distriktet Liezen i förbundslandet Steiermark i Österrike. 
Orten är en känd kurort, belägen i Salzkammergut direkt vid Altausseer See, och är en av distriktet Liezens populäraste turistorter sett till antalet övernattningar. Gruvan är idag Österrikes största saltgruva.

## Kommunen
Kommunen har 1 903 invånare (2024) och består av fem orter (Ortschaften) (inom parentes invånarantal 1 januari 2024):
- Altaussee (319)
- Fischerndorf (291)
- Lichtersberg (452)
- Lupitsch (279)
- Puchen (562)

## Historia
Orten är bebodd sedan romartiden, då saltgruvorna först grundades. Efter den romerska eran slog sig slaviska folkgrupper ned i området, men successivt kom från 700-talet och framåt bayerska kolonisatörer att sätta sin prägel på platsen. Under medeltiden tillhörde orten furstendömet Grauscharn-Pürgg, sedan furstendömet Pflindsberg, som omkring 1260 införlivades i hertigdömet Steiermark. Under 1800-talet kom turism och kurortsverksamheten att ersätta gruvdriften som huvudsaklig näring. Mellan 1943 och 1945 användes saltgruvan i Altaussee som lagringsdepå för österrikisk konst och nazistisk stöldkonst från hela Europa; bland annat lagrades delar av Hermann Görings privata samling här.